# 地卷柏
地卷柏（学名：Selaginella prostrata）为卷柏科卷柏属下的一个种。

## 扩展阅读
- 維基物種上的相關：地卷柏